# إبراهيم عسيري (لاعب كرة قدم مواليد 1996)
إبراهيم سليمان عسيري لاعب كرة قدم سعودي.
لعب سابقاً في نادي الوطني ونادي محايل.